# Renato Paiva
Renato Manuel Alves Paiva (Pedrogão Pequeno, Castelo Branco, Portugal; 22 de marzo de 1970) conocido también como Renato Paiva, es un entrenador portugués de fútbol. Actualmente dirige a Fortaleza de la Campeonato Brasileño de Serie A.

## Trayectoria

### Inicios
Paiva se unió a la estructura juvenil del Benfica en 2004, formando parte del departamento de Desarrollo del club y trabajando como entrenador asistente del equipo Juvenil B. Su primera experiencia como entrenador ocurrió en 2006, cuando fue nombrado responsable del equipo sub-14.
Paiva continuó progresando dentro de la estructura del Benfica, dirigiendo los equipos sub-16, sub-17 y sub-19 a lo largo de los años. En enero de 2019, tras el nombramiento de Bruno Lage como entrenador del primer equipo, fue designado entrenador del equipo de reservas en la Segunda División de Portugal. Su primer partido profesional al mando del club ocurrió el 16 de ese mes, con una victoria por 4-0 sobre el Académico de Viseu.
El 25 de diciembre de 2020, Paiva dejó el Benfica, expresando su deseo de "competir por títulos".

### Independiente del Valle
En la temporada 2021 obtuvo su primera experiencia internacional al ser contratado como nuevo entrenador de Independiente del Valle de Ecuador en reemplazo del español Miguel Ángel Ramírez. Su presentación oficial fue el 7 de enero en el complejo de Chillo Jijón, propiedad del negriazul.
A su llegada dijo:

«No quiero jugar a pelotazos largos porque no sabes de quien es el balón. Nuestra forma es que todos los jugadores se sientan importantes, incluso los que están fuera. Queremos que todos estén motivados en el equipo. Sabemos lo que es la academia de formativas de Independiente y queremos conocer a los jugadores más jóvenes para saber quiénes pueden estar de inmediato en el primer equipo.»

En su debut dirigiendo al Negriazul no le fue bien ya que fue derrotado ante Orense por primera jornada de la Serie A de Ecuador. Su primera victoria por dicho torneo vendría recién en la tercera jornada ante Mushuc Runa en condición de local. También disputó la Copa Libertadores 2021 desde la fase inicial, logrando avanzar hasta la fase de grupos, pero no superó esa etapa. Posteriormente fue relegado a los octavos de final de la Copa Sudamericana, donde lamentablemente, tampoco logró avanzar, siendo eliminado por el Red Bull Bragantino de Brasil.
Al final de la temporada 2021 llevó al cuadro de Independiente del Valle a disputar la final de la Serie A de Ecuador ante Emelec donde se terminó coronando campeón, siendo este su primer título como entrenador principal y el primero para el equipo al nivel local. Se mantuvo a cargo del equipo rayado hasta mayo de 2022.

### León
El 30 de mayo de 2022 fue presentado como el nuevo entrenador del Club León de la Primera División de México. El 28 de noviembre el club León anunció la salida del entrenador.

### Bahia
El 6 de diciembre del 2022  el recién ascendido Esporte Clube Bahia anunció a Paiva como su nuevo entrenador. En septiembre de 2023 presentó su renuncia luego de recibir presiones de la hinchada por los malos resultados del equipo.

### Toluca
El 1 de diciembre de 2023 fue oficializado como entrenador del Toluca.Esta es su segunda incursión en el fútbol mexicano después de dirigir al Club León entre Mayo y noviembre de 2022. La noticia fue anunciada en las redes sociales del equipo.El 4 de diciembre de 2024 dejó su cargo como DT del Toluca, misma que ejerció 1 año tras la eliminación en la liguilla del Apertura 2024.

### Botafogo
El 28 de febrero de 2025, fue anunciado como nuevo entrenador del Botafogo.
Según la dirigencia del club, su contratación respondió a la búsqueda de un perfil técnico, inteligente y con un estilo de juego rápido, cualidades que consideraban representativas de la identidad futbolística del Botafogo.
Durante su etapa en el club, uno de los momentos más destacados fue la victoria 1-0 sobre el Paris Saint-Germain en la Copa Mundial de Clubes, un resultado que puso fin a una sequía de trece años sin triunfos de equipos sudamericanos frente a europeos en dicha competencia.
No obstante, el 29 de junio fue destituido de su cargo tras la eliminación del equipo en los octavos de final del torneo. En total, dirigió 23 partidos, con un saldo de 12 victorias, 3 empates y 8 derrotas, lo que representa un 56,5 % de efectividad.

### Fortaleza
El 17 de julio de 2025, fue confirmado como entrenador de Fortaleza.

## Estadísticas como entrenador
| Equipo                            | Div                 | Temporada           | Liga  | Liga | Liga | Liga | Liga |       | Copa | Copa | Copa | Copa  |    | Internacional | Internacional | Internacional | Internacional | Internacional |   | Otros | Otros | Otros | Otros |    | Totales     | Totales | Totales | Totales | Totales | Totales | Totales | Totales |
| Equipo                            | Div                 | Temporada           | Part. | G    | E    | P    | Pos. | Part. | G    | E    | P    | Part. | G  | E             | P             | Pos.          | Part.         | G             | E | P     | Part. | G     | E     | P  | Rendimiento | GF      | GC      | Dif.    |         |         |         |         |
| --------------------------------- | ------------------- | ------------------- | ----- | ---- | ---- | ---- | ---- | ----- | ---- | ---- | ---- | ----- | -- | ------------- | ------------- | ------------- | ------------- | ------------- | - | ----- | ----- | ----- | ----- | -- | ----------- | ------- | ------- | ------- | ------- | ------- | ------- | ------- |
| Benfica B Portugal                | 2.ª                 | 2018-19             | 18    | 7    | 3    | 8    | 4.º  | -     | -    | -    | -    | -     | -  | -             | -             | -             | -             | -             | - | -     | 18    | 7     | 3     | 8  | 44.45%      | 27      | 28      | -1      |         |         |         |         |
| Benfica B Portugal                | 2.ª                 | 2019-20             | 24    | 7    | 7    | 10   | 14.º | -     | -    | -    | -    | -     | -  | -             | -             | -             | -             | -             | - | -     | 24    | 7     | 7     | 10 | 38.89%      | 31      | 35      | -4      |         |         |         |         |
| Benfica B Portugal                | 2.ª                 | 2020-21             | 13    | 4    | 1    | 8    | Inc. | -     | -    | -    | -    | -     | -  | -             | -             | -             | -             | -             | - | -     | 13    | 4     | 1     | 8  | 33.33%      | 20      | 21      | -1      |         |         |         |         |
| Benfica B Portugal                | Total               | Total               | 55    | 18   | 11   | 26   | -    | -     | -    | -    | -    | -     | -  | -             | -             | -             | -             | -             | - |       | 55    | 18    | 11    | 26 | 39.4%       | 78      | 84      | -6      |         |         |         |         |
| Independiente del Valle · Ecuador | 1.ª                 | 2021                | 32    | 19   | 8    | 5    | 1.º  | -     | -    | -    | -    | 12    | 4  | 3             | 5             | 1/8           | 1             | 0             | 0 | 1     | 45    | 23    | 11    | 11 | 59.26%      | 82      | 53      | +29     |         |         |         |         |
| Independiente del Valle · Ecuador | 1.ª                 | 2022                | 15    | 8    | 3    | 4    | Inc. | -     | -    | -    | -    | 5     | 2  | 2             | 1             | Inc.          | -             | -             | - | -     | 20    | 10    | 5     | 5  | 58.33%      | 24      | 16      | +8      |         |         |         |         |
| Independiente del Valle · Ecuador | Total               | Total               | 47    | 27   | 11   | 9    | -    | -     | -    | -    | -    | 17    | 6  | 5             | 6             | -             | 1             | 0             | 0 | 1     | 65    | 33    | 16    | 16 | 58.98%      | 106     | 69      | +37     |         |         |         |         |
| León · México                     | 1.ª                 | 2022-A              | 18    | 6    | 4    | 8    | 1/8  | -     | -    | -    | -    | -     | -  | -             | -             | -             | -             | -             | - | -     | 18    | 6     | 4     | 8  | 40.74%      | 25      | 30      | -5      |         |         |         |         |
| León · México                     | Total               | Total               | 18    | 6    | 4    | 8    | -    | -     | -    | -    | -    | -     | -  | -             | -             | -             | -             | -             | - | -     | 18    | 6     | 4     | 8  | 40.74%      | 25      | 30      | -5      |         |         |         |         |
| Bahia · Brasil                    | 1.ª                 | 2023                | 22    | 5    | 7    | 10   | Inc. | 28    | 15   | 8    | 5    | -     | -  | -             | -             | -             | -             | -             | - | -     | 50    | 20    | 15    | 15 | 50%         | 66      | 57      | +9      |         |         |         |         |
| Bahia · Brasil                    | Total               | Total               | 22    | 5    | 7    | 10   | -    | 28    | 15   | 8    | 5    | -     | -  | -             | -             | -             | -             | -             | - | -     | 50    | 20    | 15    | 15 | 50%         | 66      | 57      | +9      |         |         |         |         |
| Toluca · México                   | 1.ª                 | 2024-C              | 19    | 9    | 6    | 4    | 1/4  | -     | -    | -    | -    | 2     | 1  | 0             | 1             | 1ªR           | -             | -             | - | -     | 21    | 10    | 6     | 5  | 57.14%      | 42      | 28      | +14     |         |         |         |         |
| Toluca · México                   | 1.ª                 | 2024-A              | 19    | 10   | 5    | 4    | 1/4  | -     | -    | -    | -    | 4     | 2  | 1             | 1             | 1/8           | -             | -             | - | -     | 23    | 12    | 6     | 5  | 60.87%      | 46      | 26      | +20     |         |         |         |         |
| Toluca · México                   | Total               | Total               | 38    | 19   | 11   | 8    | -    | -     | -    | -    | -    | 6     | 3  | 1             | 2             | -             | -             | -             | - | -     | 44    | 22    | 12    | 10 | 59.09%      | 88      | 54      | +34     |         |         |         |         |
| Botafogo · Brasil                 | 1.ª                 | 2025                | 11    | 5    | 3    | 3    | Inc. | 2     | 1    | 0    | 1    | 6     | 4  | 0             | 2             | Inc.          | 4             | 2             | 0 | 2     | 23    | 12    | 3     | 8  | 56.52%      | 29      | 16      | +13     |         |         |         |         |
| Botafogo · Brasil                 | Total               | Total               | 11    | 5    | 3    | 3    | -    | 2     | 1    | 0    | 1    | 6     | 4  | 0             | 2             | -             | 4             | 2             | 0 | 2     | 23    | 12    | 3     | 8  | 56.52%      | 29      | 16      | +13     |         |         |         |         |
| Fortaleza · Brasil                | 1.ª                 | 2025                | 6     | 1    | 2    | 3    | -    | 0     | 0    | 0    | 0    | 2     | 0  | 1             | 1             | 1/8           | -             | -             | - | -     | 8     | 1     | 3     | 4  | 25%         | 7       | 14      | -7      |         |         |         |         |
| Fortaleza · Brasil                | Total               | Total               | 6     | 1    | 2    | 3    | -    | 0     | 0    | 0    | 0    | 2     | 0  | 1             | 1             | -             | -             | -             | - | -     | 8     | 1     | 3     | 4  | 25%         | 7       | 14      | -7      |         |         |         |         |
| Total en su carrera               | Total en su carrera | Total en su carrera | 197   | 81   | 49   | 67   | -    | 30    | 16   | 8    | 6    | 31    | 13 | 7             | 11            | -             | 5             | 2             | 0 | 3     | 263   | 112   | 64    | 87 | 50.7%       | 399     | 324     | +75     |         |         |         |         |
| 1. 2. 3. 4.                       |                     |                     |       |      |      |      |      |       |      |      |      |       |    |               |               |               |               |               |   |       |       |       |       |    |             |         |         |         |         |         |         |         |

### Resumen por competiciones
| Competición                      | Partidos | Ganados | Empatados | Perdidos | %      | Resultado        |
| -------------------------------- | -------- | ------- | --------- | -------- | ------ | ---------------- |
| Liga Portugal 2                  | 55       | 18      | 11        | 26       | 39.4%  | 4.º lugar        |
| Serie A de Ecuador               | 47       | 27      | 11        | 9        | 65.25% | Campeón          |
| Supercopa de Ecuador             | 1        | 0       | 0         | 1        | 0%     | Subcampeón       |
| Liga MX                          | 56       | 25      | 15        | 16       | 53.57% | Cuartos de final |
| Brasileirao                      | 39       | 11      | 12        | 16       | 38.47% | 8.º lugar        |
| Copa de Brasil                   | 10       | 5       | 4         | 1        | 63.33% | Cuartos de final |
| Campeonato Baiano                | 12       | 9       | 1         | 2        | 77.78% | Campeón          |
| Copa do Nordeste                 | 8        | 2       | 3         | 3        | 37.5%  | Fase de grupos   |
| Copa Libertadores                | 23       | 10      | 5         | 8        | 50.73% | Octavos de final |
| Copa Sudamericana                | 2        | 0       | 1         | 1        | 16.67% | Octavos de final |
| Liga de Campeones de la Concacaf | 2        | 1       | 0         | 1        | 50%    | Primera ronda    |
| Leagues Cup                      | 4        | 2       | 1         | 1        | 58.33% | Octavos de final |
| Mundial de Clubes de la FIFA     | 4        | 2       | 0         | 2        | 50%    | Octavos de final |
| TOTAL                            | 263      | 112     | 64        | 87       | 50.7%  | 2 Títulos        |

## Palmarés

### Campeonatos regionales
| Título            | Equipo | País   | Año  |
| ----------------- | ------ | ------ | ---- |
| Campeonato Baiano | Bahia  | Brasil | 2023 |

### Campeonatos nacionales
| Título             | Equipo                  | País    | Año  |
| ------------------ | ----------------------- | ------- | ---- |
| Serie A de Ecuador | Independiente del Valle | Ecuador | 2021 |

### Distinciones individuales
| Distinción             | País    | Año  |
| ---------------------- | ------- | ---- |
| Mejor director técnico | Ecuador | 2021 |